# Ruoninluoto
Ruoninluoto eller Isoluoto är en ö i Finland.   Den ligger i kommunen Gustavs i landskapet Egentliga Finland, i den sydvästra delen av landet, 190 km väster om huvudstaden Helsingfors.